# 安全警察 (纳粹德国)
安全警察（德語：Sicherheitspolizei）纳粹德国政治警察组成，成立于1936年6月26日，总部位于柏林阿尔布雷希特亲王大街，负责展开涉及政治和刑事调查，由盖世太保（秘密国家警察）和刑事警察组成，领导人有内政部长威廉·弗利克和希姆莱。1939年9月22日并入党卫队国家安全部，但“安全警察”一词的使用一直持续到二战结束。